# 액세서리 디자인
액세서리 디자인(Accessory design)은 목걸이, 귀걸이, 팔찌, 반지, 등의 장신구에 관한 디자인 및 미학 응용 분야이다. 이러한 일을 하는 사람을 액세서리 디자이너(Accessory designer)로 부른다.

## 같이 보기
- 패션
- 장신구